# 3M22 Zirkon
3M22 Zirkon (rusky 3M22 Циркон, 3M22 Cirkon, v kódu NATO: SS-N-33) je vyvíjená ruská hypersonická protilodní střela. Střela má dosahovat až osminásobku rychlosti zvuku a díky tomu účinně překonávat protivzdušnou obranu svých cílů.

## Vývoj
První informace o vývoji protilodní střely Zirkon byly zveřejněny roku 2011. Teprve v únoru 2019 ruský prezident Vladimir Putin uvedl, že se jedná o střelu hypersonickou. První zkušební odpal střely Zirkon proběhl v lednu 2020 na palubě raketové fregaty Admiral Gorškov Projektu 22350. Střela vypuštěná z Barentsova moře zasáhla cvičný cíl na severním Uralu. Jako první mají být střelou vyzbrojeny velké křižníky Projektu 1144.2 Admiral Nachimov a Pjotr Velikij, přičemž mají pojmout až 80 těchto střel. Následovat mají další moderní plavidla, fregaty Projektu 22350 a Projektu 11356 (Admiral Grigorovič), korvety Projektu 20380 (Stěreguščij), Projektu 22800 (Karakurt) a Projektu 21631 (Bujan-M). Zirkony mají být vyzbrojeny rovněž vybrané ruské ponorky. První zkušební odpal zirkonu proběhl v říjnu 2021 z paluby jaderné útočné ponorky K-560 Severodvinsk Projektu 885 (třída Jaseň).

## Služba
V únoru 2024 Rusko podniklo jeden z raketových útoků na Kyjev. Analýza trosek potvrdila, že mezi použitými střelami byl i typ Zirkon. Střela byla vyrobena na přelomu let 2023 a 2024.

## Konstrukce
Střelu lze vypouštět z vertikálních odpalovací sil. Pohonný systém je dvoustupňový. Start zajišťuje raketový motor na tuhé pohonné látky, přičemž během letu střelu pohání náporový motor typu scramjet. V konstrukci střely jsou údajně použity technologie stealth. Systém navádění není znám.

## Hlavní technické údaje
- Hmotnost hlavice: 250–300 kg (odhad)[5]
- Rychlost: 8 M[2]
- Dolet: 800–1000 km[5]